# غاري ماكوين
غاري ماكوين (بالإنجليزية: Gary McKeown)‏ هو لاعب كرة قدم بريطاني في مركز الوسط، ولد في 19 أكتوبر 1970 في أكسفورد في المملكة المتحدة. لعب مع شروزبري تاون ونادي أرسنال ونادي إكزتر سيتي ونادي دندي ونادي سون هي وويلدستون.

## وصلات خارجية
- غاري ماكوين على موقع قاعدة بيانات كرة القدم.إي يو (الإنجليزية)
- غاري ماكوين على موقع Soccerbase.com (لاعب) (الإنجليزية)